# Корпусна група «H»
Корпусна́ гру́па «H» (нім. Korps-Abteilung H) — оперативно-тактичне об'єднання Вермахту, корпусна група в роки Другої світової війни. 10 вересня 1944 переформована на 95-ту піхотну дивізію Вермахту.

## Історія
Корпусна група «H» була сформована 22 липня 1944 шляхом об'єднання розгромлених на Східному фронті 95-ї, 197-ї, 256-ї піхотних, а також 4-ї і 6-ї авіапольових дивізій Вермахту в групі армій «Центр».

## Райони бойових дій
- СРСР (центральний напрямок) (липень — вересень 1944).

## Командування

### Командири
- оберст Йоахім-Фрідріх Ланг (нім. Joachim-Friedrich Lang) (22 липня — 10 вересня 1944).

## Нагороджені корпусної групи
Нагороджені корпусної групи
|  | Кавалери Золотого Німецького Хреста                                                                        | 13                                          |
|  | Кавалери Лицарського хреста Залізного хреста з Дубовим листям                                              | 1 (№ 569 майор Вальтер Мізера — 02.09.1944) |
|  | Кавалери Лицарського хреста Залізного хреста                                                               | 2                                           |
|  | Кавалери Почесної відзнаки сухопутних військ «Почесна застібка на орденську стрічку для Сухопутних військ» | 1                                           |

- Нагороджені Сертифікатом Пошани Головнокомандувача Сухопутних військ (1)

## Бойовий склад корпусної групи «H»
Формування управління, забезпечення та підтримки
- 95-й дивізійний фузілерний батальйон (Divisions-Füsilier-Bataillon 95);
- 195-й протитанковий батальйон (Panzerjäger-Abteilung 195);
- 195-й батальйон зв'язку (Nachrichten-Abteilung 195);
- 195-й навчальний батальйон (Feldersatz-Bataillon 195);
- 195-й саперний батальйон (Pionier-Bataillon 195);
- 195-те управління постачання (Nachschubtruppen 195).

- 95-та дивізійна група (Divisionsgruppe 95);
- 197-ма дивізійна група (Divisionsgruppe 197);
- 256-та дивізійна група (Divisionsgruppe 256);
- 195-й артилерійський полк (Artillerie-Regiment 195).